# Station Kleinbettingen
Station Kleinbettingen is het spoorwegstation van Kleinbettingen in het Groothertogdom Luxemburg. Het station ligt aan de Luxemburgse lijn 5 (Luxemburg - Kleinbettingen) en aan lijn 2a (Kleinbettingen - Steinfort).

## Treindienst
| Serie              | Treinsoort           | Route                                                     | Bijzonderheden                                           |
| ------------------ | -------------------- | --------------------------------------------------------- | -------------------------------------------------------- |
| P 7655RE 7650      | Piekuurtrein (NMBS)  | Aarlen – Kleinbettingen – Luxemburg                       | Rijdt alleen op werkdagen.                               |
| P 7675/8675RE 8650 | Piekuurtrein (NMBS)  | [ Luxemburg – Kleinbettingen – ] / [ Libramont – ] Aarlen | Rijdt alleen op werkdagen. Een trein Libramont - Aarlen. |
| RB 5600            | Regionalbahn (CFL)   | Luxemburg – Kleinbettingen                                | Rijdt alleen in het weekend.                             |
| RB 5700            | Regionalbahn (CFL)   | Luxemburg – Kleinbettingen                                | Rijdt alleen op werkdagen.                               |
| L 5800RB 5800      | L-trein (NMBS / CFL) | Aarlen – Kleinbettingen – Luxemburg                       | Rijdt niet in het weekend.                               |
| L 5900RB 5900      | L-trein (NMBS / CFL) | Aarlen – Kleinbettingen – Luxemburg                       | Rijdt niet in het weekend.                               |

CFL Lijn 5:
Luxemburg · Bertrange-Strassen · Mamer-Lycée · Mamer · Capellen · Kleinbettingen
Zie ook: CFL Lijn 1 · CFL Lijn 2 · CFL Lijn 3 · CFL Lijn 4 · CFL Lijn 6 · CFL Lijn 6a · CFL Lijn 6b · CFL Lijn 6c · CFL Lijn 7